# И тако даље
„И тако даље” је југословенски ТВ филм из 1977. године. Режирао га је Томислав Радић који је написао и сценарио.

## Улоге
| Глумац          | Улога  |
| --------------- | ------ |
| Борис Бузанчић  | Ивица  |
| Божидарка Фрајт | Бранка |
| Круно Валентић  | Жељко  |